# Kostel svatého Mikuláše (Potvorov)
Kostel svatého Mikuláše v Potvorově je unikátní pozdně románská stavba s pozdějšími barokními úpravami, nachází se v obci Potvorov v okrese Plzeň-sever. Památkově chráněný je od 3. května 1958.

## Dějiny
Přesné datum založení kostela není známo, došlo k němu asi v první polovině 13. století. Jeho výstavba proběhla zřejmě z podnětu bratrů Všebora IV. a Kojaty IV. z rodu Hrabišiců. První písemný doklad o existenci kostela pochází z roku 1281, v něm se potvrzuje, že kostel byl opevněný, spojený s vedle stojící tvrzí a plnil nejen funkci duchovní, ale působil také jako útočiště. V této době patřil zároveň plaskému i zderazskému klášteru a jejich poddaní měli právo se zde ukrývat v době nebezpečí. Kolem kostela se rozkládá i v současné době používaný hřbitov, obehnaný kamennou zdí. Za husitských válek obec náležela rodu Kolovratů z Krašova, tehdy došlo k vypálení tvrze, poničení kostela a zboření románské věže. V 16. století získal Potvorov rod Gryspeků, jenž byl po Bílé Hoře zbaven jmění a poté kostel připadl opět plaskému klášteru. Z podnětu opata Ondřeje Trojera došlo k opravám kostela, byl vybaven novým oltářem. Po zrušení plaského kláštera v roce 1785 převzal péči o kostel Náboženský fond. V letech 1825–26 byla přistavěna klasicistní věž. Hrabě Metternich získal v roce 1826 plaské panství a pod patronací jeho rodu byl Potvorov do roku 1945. Od roku 1952 je potvorovský kostel filiálkou kostela v Kralovicích. V roce 1901 byl založen Spolek pro rekonstrukci kostela sv. Mikuláše, který se zasazoval o obnovu románského vzhledu kostela. Jeho činnost ukončila 2. světová válka, ale na jeho práci navázal v roce 2007 Spolek pro románský kostel v Potvorově, který zorganizoval sbírku na nový zvon a snaží se podporovat opravy kostela a jeho oživení.

## Popis kostela
Tribunový kostel byl postavený z neomítaných kamenných kvádrů, původně byl opevněný a spojený z tribuny dřevěnou krytou chodbou s vedle stojící tvrzí. Z románského období zůstala zachována obdélníková loď s plochým stropem o délce 19,5 a šířce 12 m, románský je také presbytář, půlkruhová apsida i štít lodi s rozetou. Nad tribunou (emporou) na západní straně kostela se původně nacházela románská věž. V západní části lodi je umístěna mohutná kruchta podklenutá křížovou klenbou a podepřená masivním pilířem. Zachovanou románskou část při obvodu u země ohraničuje profilovaná trnož. Nyní je nad lodí sedlová střecha. Okna jsou umístěna v horní části lodi i apsidy, což potvrzuje obranný charakter kostela. V 18. století proběhly barokní přístavby – v roce 1741 předsíň, která skryla vstupní portál a roku 1785 na jižní straně přibyla sakristie. V 19. století se uskutečnily přístavby klasicistní, v letech 1925–26 západní hranolová věž se zvonicí a roku 1836 na jižní straně schodišťový přístavek. Přístavby narušily románský vzhled kostela.
V apsidě se zachovaly zbytky původních fresek ze 13. století, nejvýznamnější z nich je Kristova tvář (Maiestas Domini). Tyto fresky byly částečně překryty malbami z 15. století. Fresky byly objeveny v roce 1898 a v roce 1938 rekonstruovány Maxmiliánem Duchkem.
Hlavní oltář z roku 1673 je raně barokní, je umístěný na kamenném stole (mense), vyrobil jej neznámý mistr. Uprostřed je socha Madony a sochy sv. Mikuláše a Bernarda po stranách. Boční oltáře jsou pseudorománské. Na kruchtě stojí dvě sochy andělů v nadživotní velikosti z roku 1673. Křtitelnice je barokní.

## Zvony
Do současné doby se zachovaly tři zvony. Nejstarší zvon z roku 1489, vyrobený Mistrem Jiljím z Prahy, je zdejší nejstarší movitou památkou. Další zvon se nazýval Olšanský, byl vyroben roku 1701 Janem II. Pricqueyem. Tento zvon byl roku 2009 nahrazen tzv. Chebským zvonem z roku 1874 z dílny Adama Pistoria z Chebu. V roce 2011 byl díky veřejné sbírce vyroben zvon Nový Mikuláš v dílně Dytrychových z Brodku u Přerova. Zvony jsou umístěny ve věži z roku 1825, kde bylo místo pouze pro dva zvony, proto v roce 1925 bylo ve zvonové stolici upraveno místo pro zvon třetí. Každý den Nový Mikuláš ohlašuje poledne a o velkých svátcích zvoní všechny tři zvony.